# Vierge à l'Enfant (van der Weyden)
La Vierge à l'Enfant est un tableau du peintre primitif flamand Rogier van der Weyden daté d'après 1454 et actuellement conservé au Musée des beaux-arts de Houston.
L'œuvre n'a pas toujours été considérée comme un original de la main de van der Weyden. L'historien d'art et spécialiste de cette période Erwin Panofsky le tient simplement pour une « excellente réplique » d'un modèle de van der Weyden, selon un point de vue cohérent avec les preuves techniques disponibles à son époque. Des études récentes ont cependant prouvé qu'il s'agissait bien d'une œuvre autographe.

## Description
La peinture est probablement la dernière des Vierges en buste effectuées par van der Weyden, dans un format un peu plus petit que les autres. Si les Vierges à mi-corps étaient passées de mode dans les Pays-Bas de la première moitié du XVe siècle, c'est essentiellement grâce à van der Weyden qu'elles sont réintroduites à partir des années 1450.
Un certain nombre d'autres aspects rendent également cette Vierge à l'Enfant atypique pour son époque. La tendresse de l'étreinte, l'enfant lové tout contre l'épaule de sa mère et effectuant un mouvement de torsion du buste (dans un exemple de contrapposto), de même que son regard pensif, tous ces détails distinguent l'œuvre des archétypes précédents. Il semble certain que cette Vierge à l'Enfant se soit inspirée de l'icône italo-byzantine de la Vierge de Cambrai, ramenée de Rome par le chanoine Fursy de Bruille en 1440 et installée l'année suivante en grande pompe dans la cathédrale de Cambrai, à environ 50 km au sud de Tournai, où van der Weyden avait grandi. Cette icône relève du type éléousa (ou Vierge de tendresse), qui est caractérisé par le motif de l'Enfant blotti contre la joue de sa mère. Un culte s'est développé autour de l'icône de Cambrai, tenue pour avoir été peinte par saint Luc en personne : des copies en ont été commandées à Hayne de Bruxelles ainsi qu'à Petrus Christus. Mais là où Hayne s'est contenté d'une copie littérale, van der Weyden en propose une version originale et créative.

## Datation

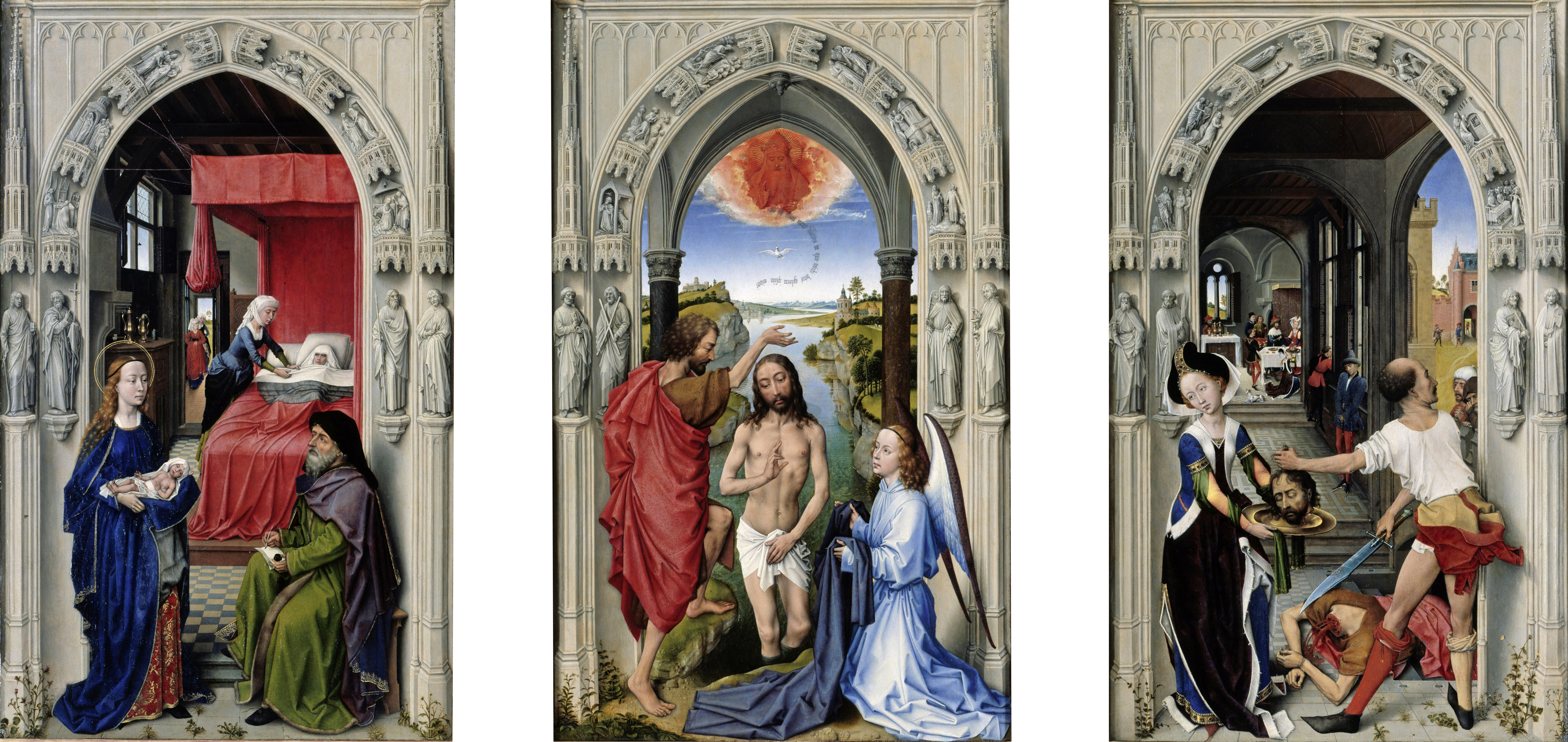
Rogier van der Weyden, Retable de saint Jean, huile sur panneau, 1459, [http://www.smb-digital.de/eMuseumPlus?service=ExternalInterface&module=collection&objectId=866581&viewType=detailView Gemäldegalerie, Berlin

Panofsky a cru pouvoir placer le tableau de van der Weyden après 1455 en raison du fait qu'à cette date lui avait été commandé par l'abbaye saint Aubert de Cambrai le Retable de saint Jean (en), qu'il délivre en personne en 1459. Il a cependant pu prendre autrement connaissance de la Vierge de Cambrai, dans la mesure où il avait été chargé en tant que peintre officiel de la ville de Bruxelles de peindre un Saint Luc dessinant la Vierge. Dekeyzer avance avec prudence l'approximation « vers 1460 », et remarque que l'œuvre peut être datée des dernières années de la carrière de van der Weyden en fonction de critères stylistiques, le front large et les yeux aux paupières lourdes et étroites de la Vierge ayant une ressemblance frappante avec celle du Diptyque de Philippe de Croÿ, qui peut être daté de 1460 pour des raisons historiques.

## Galerie

anonyme, La Vierge de Cambrai, tempera sur panneau de cèdre,, vers 1340, cathédrale de Cambrai
Hayne of Brussels, Vierge à l'Enfant, vers 1454-1455,, Nelson-Atkins Museum of Art, Kansas City (Missouri).
Rogier van der Weyden, Tête de la Vierge, pointe d'argent sur papier préparé en blanc, vers 1455-1464, musée du Louvre, Paris. Friedrich Winkler et d'autres ont pensé qu'il s'agissait d'un dessin autographe de van der Weyden, hypothèse aujourd'hui largement partagée. Au revers, une inscription attribue indûment le dessin à Albrecht Dürer.
Rogier van der Weyden, Vierge à l'Enfant (volet gauche du Diptyque de Philippe de Croÿ), huile sur panneau,, vers 1460, Bibliothèque Huntington, San Marin (Californie).
Dieric Bouts, Vierge à l'Enfant, huile sur panneau,, vers 1455-1460, Metropolitan Museum of Art, New York.
Quentin Matsys, Vierge à l'Enfant dans un paysage, huile sur panneau,, vers 1520, musée Boijmans Van Beuningen

### Traduction
- (en) Cet article est partiellement ou en totalité issu de l’article de Wikipédia en anglais intitulé « Virgin and Child (van der Weyden) » (voir la liste des auteurs).